# Cache/contre-cache
Le cache/contre-cache était un procédé de trucage (ou truquage) de cinéma sur pellicule argentique qui permettait de combiner des images de deux prises de vues différentes (rarement plus) dans une image composite.
La création d'une image composite implique de diviser le cadre en parties de contours arbitraires et qui suivent l'action du plan truqué, par des masques opaques complémentaires. Ces caches permettent de copier successivement, dans chacun des secteurs qu'ils délimitent, les prises de vues d'origine.

## Caches dans le décor
Un cache simple (mask ou matte en anglais) est un décor peint en trompe-l’œil. Le procédé de vitre peinte (matte painting) insère entre la caméra et la scène filmée des éléments fixes peints sur verre inversé qui n’existent pas dans la réalité et sont cependant nécessaires au récit, par exemple les hautes tours d'un château fort, dont ne subsiste que le bas. Ce procédé oblige à garder un plan fixe. Le moindre changement, même un ajustement de la mise au point, peut rendre évident le raccord entre la partie peinte et le reste.
Pour un effet d'écran divisé (split screen, en français recommandé, multi-image, qui montre dans deux ou plusieurs zones de l’écran des actions censées se dérouler simultanément, on a utilisé des caches fixes qui divisaient l'image en fenêtres particulières. On filmait la scène qui devait se dérouler dans la première zone avec un cache qui obstruait le reste de l'image, puis on rembobinait le film jusqu'au début, repéré au préalable par un trou, un fil ou une encoche, et on filmait l'autre scène, avec un cache complémentaire. On coordonnait l'action des deux scènes par des repères de chronométrage sur un conducteur. Dans ce procédé, les caches ne peuvent être parfaitement nets : il faudrait qu'ils soient dans le plan de l'objet ou dans celui de l'image. On préférait de toutes façons séparer clairement les parties de l'image.

## Cache et contre-cache
Le cache mobile (en anglais, travelling matte), qui comprend implicitement son contre-cache mobile, est une amélioration du cache/contre-cache fixe. Ce travail est effectué après coup en laboratoire.
Le but étant d'obtenir l'incrustation d'un objet mobile, personnage ou autre, dans une scène, on filme d'abord normalement la partie du composite qui donne les meilleurs repères de position (bande A). Cette scène permet d'établir avec précision les mouvements de la Chose à incruster. On filme ensuite ces mouvements (bande B). À partir d'un tirage positif de cette bande, on fabrique un cache où la silhouette de la Chose est noire sur fond transparent et un contre-cache, où elle est transparente sur fond noir. On pose sur les quatre bandes (positif A, positif B, cache, contre-cache) et sur le négatif du futur composite des repères de synchronisation, avant le début de la scène. On expose le négatif avec la bande A et son cache, puis on revient au repère de début, et on expose à nouveau le négatif avec la bande B et son contre-cache. Le composite est terminé.
Lorsqu'on fabrique des plans d'images composites en pellicule argentique, on doit imaginer le résultat, qu'on ne verra qu'une fois le travail terminé. Les différences de distance focale d'objectif et de plongée ou de contre-plongée provoquent des modifications de la perspective entre la Chose et le décor, qui peuvent servir ou contrarier les intentions dramatiques de la scène.
La technique des caches et contre-caches impose de nombreuses contraintes. Dans certains cas, on préfère incruster l'action dans un décor en filmant devant une projection en transparence (rétroprojection) ou sur un écran spécial, pour lesquels au moins l'opérateur voit le résultat dès la prise de vues. Si la Chose est un dessin animé, on peut filmer directement image par image le dessin (opaque) avec la scène de fond projetée en dessous, ce qui permet aussi de contrôler le placement du dessin en cours de travail.

### Fabrication des caches

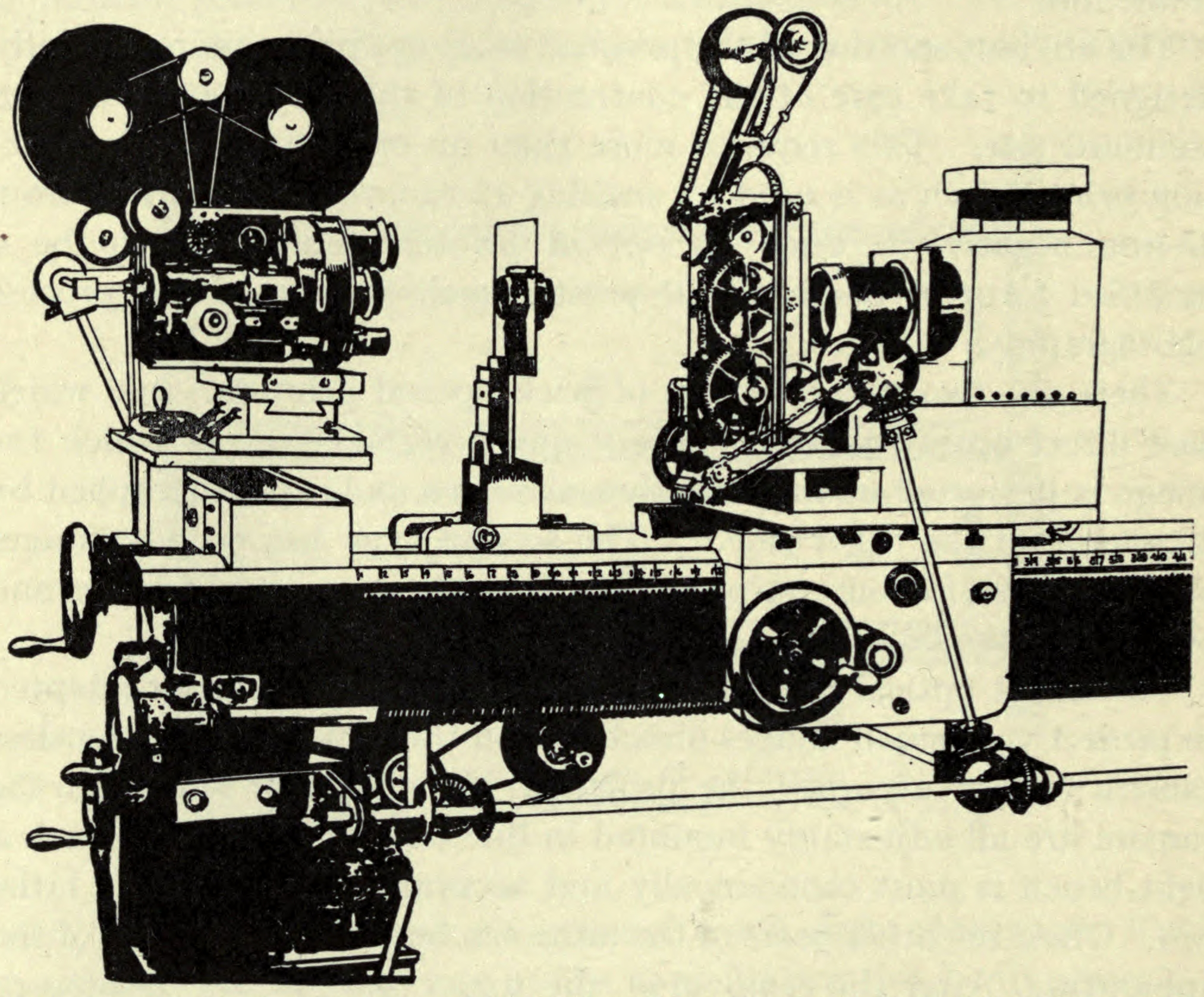
Schéma d'une tireuse optique, appareil permettant de créer des caches/contre-caches.

La fabrication des caches peut se faire manuellement par rotoscopie. Un appareil projette image par image la bande B. Un spécialiste détoure la Chose, sur un cellulo avec beaucoup de marge. On place ensuite la silhouette noire dans le cadre en projetant la bande A. On repère les limites du cadre par les procédés normaux du dessin animé. Le procédé laisse une grande liberté pour placer l'incrustation dans le fond ; la marge permet les ajustements et les changements de taille. On photographie ensuite la silhouette sur une pellicule cinématographique « au trait ». La pellicule au trait donne une image négative noire et transparente, sans intermédiaires. On obtient donc d'abord le cache. Une copie de celui-ci sur pellicule au trait donne le contre-cache.
Pour qu'on puisse utiliser uniquement des procédés photographiques, il faut que les actions soient bien repérées l'une par rapport à l'autre dès la prise de vues. On filme la bande B sur un fond qui doit permettre un détourage photographique. Si la Chose ne comporte aucune zone claire, le fond peut être blanc ; si elle ne comporte aucune zone sombre, il peut être noir. En prise de vues en couleurs, on utilisait souvent un fond bleu uniformément éclairé ; il est rare qu'un objet comporte des zones très riches en bleu (et notamment les visages humains). Les difficultés se font sentir dans les parties fixes, où on perçoit plus les anomalies, et là où la Chose touche son fond, où la lumière de l'un affecte l'autre, si cette partie est dans le  champ. On tire un positif de la bande B, puis, à partir de ce positif, une copie sur pellicule « au trait », qui est le contre-cache, si on a filmé sur fond noir, ou le cache, si on a filmé sur fond blanc ou sur fond bleu. La pellicule « au trait » est sensible uniquement au bleu. Si on a filmé en couleurs sur fond bleu, seul le fond est actinique et noircit la surface sensible. En couleurs, on peut si nécessaire renforcer la sélection de couleurs en tirant un positif spécial avec des filtres pour détacher au mieux l'image de la Chose de son fond.
Une fois obtenu un premier élément au trait, on en tire sur pellicule au trait une copie. On obtient deux bandes complémentaires, cache et contre-cache. 
Normalement, les tirages s'effectuent par contact : la surface sensible de la copie touche l'image développée, les supports (acétate de cellulose) sont à l'extérieur. Dans l'original, en principe un négatif, la surface sensible se trouve du côté de l'optique, c'est le « sens négatif ». Dans la copie positive, la surface sensible se trouve du côté opposé, c'est le « sens positif ». Pour une copie avec cache, on place celui-ci au dos de la bande. L'épaisseur du support crée un très léger flou, qui n'est pas forcément nuisible. Encore faut-il qu'il n'y ait pas deux épaisseurs de support. Il faudrait donc que les deux caches soient dans le sens négatif, mais si le cache complémentaire a été obtenu par copie, il est en sens inverse de l'autre. Une tireuse optique produit des copies de sens négatif. Il faut l'utiliser au moins pour les deux caches afin que les deux aient exactement la même taille ; la moindre différence entre cache et contre-cache se voit sur l'image composite. Tous les défauts, à la prise de vues comme dans les étapes du tirage, produisent un léger décalage entre les images A et B sur le composite, qui se traduit par une sorte de cerne qui peut être visible, particulièrement si le plan dure assez longtemps.

## Histoire
Le principe du cache peint et celui de la surimpression existaient séparément avant les premiers films de cinéma. Chez le photographe humoriste, le panneau de bois portant un personnage dessiné grandeur nature, percé d'un trou à l'emplacement du visage par lequel le client passe la tête, est un cache : procédé assez grossier mais efficace dans l'effet recherché.
En 1898 dans Un homme de têtes , Georges Méliès montre sa propre tête posée sur une table, en quatre exemplaires, tandis que son corps décapité jongle avec les têtes dupliquées. Ce trucage est combiné avec un autre : l’arrêt de caméra. En 1902 dans Le Voyage de Gulliver à Lilliput et chez les géants , il montre Gulliver et les Lilliputiens dix fois plus petits que lui, grâce à plusieurs prises de vues séparées et des caches et contre-caches qui permettent de faire figurer les prises de vues séparées sur le même plan. Méliès utilise des caches en velours noir, disposés dans le décor, ou entre le décor et la caméra, et des contre-caches qu’il dispose méticuleusement selon la géométrie complémentaire des caches. Il lui suffit de filmer Gulliver en se rapprochant de lui, et les Lilliputiens en s’éloignant d’eux, pour donner l’illusion d'une différence de taille. 
Dans Les Oiseaux, le plan qui montre les mouettes se rassemblant sous la caméra, loin au-dessus de Bodega Bay où la station d’essence vient de s’enflammer, est un plan composite célèbre. « Ce plan est une prouesse qui a demandé pour le composer un ensemble d’éléments filmés séparément, une maquette de la ville et du port, l’océan, le décor de la station en feu, des personnages dessinés, les oiseaux en vol plané filmés à partir d’une falaise où un vent fort les maintenait sur place… Ces éléments ont été détourés par des contre caches exécutés à la main par un procédé graphique, la rotoscopie, puis assemblés (...) dans une tireuse à truquages. »

## Image électronique
La vidéo permet la création électronique de caches et contre-caches en direct. L'image à incruster est filmée sur un fond uniformément éclairé, d'une couleur absente du sujet à incruster. La machine sépare la couleur en luminosité et teinte ; le cache est la région où la teinte est proche de celle du fond, dans des limites fixées (chroma keys). La météorologie à la télévision incruste presque toujours la présentatrice ou le présentateur sur des images d'illustration et des cartes. L'image électronique permet l'utilisation de n'importe quelle couleur. Le fond vert remplace souvent le fond bleu.
L'image numérique permet la segmentation d'image pour calculer la forme des caches, réduisant les contraintes de mise en scène.